# Internationale Friedensfahrt 1951
Die 4. Internationale Friedensfahrt (Course de la paix) war ein Zweiländer-Straßenradrennen, das als Etappenrennen ausgetragen wurde. Es fand vom 30. April bis zum 9. Mai 1951 in der Tschechoslowakei und in Polen statt und führte von Prag nach Warschau. Die Einzelwertung gewann der Däne Kaj Allan Olsen, als beste Mannschaft erwies sich das Team der Tschechoslowakei.

## Teilnehmer
An der Friedensfahrt 1951 beteiligten sich 71 Fahrer aus zwölf Mannschaften. Erstmals waren Fahrer aus Italien am Start, während Großbritannien gegenüber dem Vorjahr fehlte. Bis auf Frankreich-Polen (fünf Starter) traten die Mannschaften mit jeweils sechs Fahrern an. Folgende Mannschaften starteten in Prag:
| - Bulgarien - Dänemark - DDR. - Finnland - Frankreich - Italien | - Polen - Rumänien - Triest - Tschechoslowakei (CSR) - Ungarn - in Frankreich lebende Polen |

Für die DDR starteten Paul Dinter, Rudi Fensl, Horst Gaede, Lothar Meister I, Bernhard Trefflich und Werner Weber.

## Strecke
Von der tschechoslowakischen Hauptstadt Prag bis zur polnischen Metropole Warschau waren 1544 Kilometer in neun Etappen zurückzulegen. Der längste Tagesabschnitt führte mit 222 Kilometern von České Budějovice nach Brünn, während die kürzeste Etappe zwischen Gottwaldov und Ostrava nur 127 Kilometer maß. Die zweite und dritte Etappe auf tschechischem Gebiet von Prag bis Brünn führten durch die Höhen des Böhmerwaldes, die übrigen Abschnitte wiesen hauptsächlich flaches Profil auf.

## Rennverlauf
Die 4. Friedensfahrt stand ganz im Zeichen des dänischen Fahrers Kaj Allan Olsen. Assistiert von seinen beiden Mannschaftskameraden Østergaard und Røpke erkämpfte er sich auf der dritten Etappe von České Budějovice nach Brünn das Gelbe Trikot des Spitzenreiters und verteidigte es bis nach Warschau. Seinen Erfolg untermauerte er auf den folgenden Tagesabschnitten mit einem Etappensieg und zwei dritten Plätzen. In Warschau hatte Olsen einen Vorsprung von 8:31 Minuten vor dem Überraschungszweiten Lothar Meister I. Von den 71 gestarteten Fahrern erreichten nur 48 Warschau. Die Mannschaftswertung gewann der Co-Gastgeber Tschechoslowakei dank der sechs Etappensiege seiner beiden Fahrer Jan Veselý und Vlastimil Ružička mit einem Vorsprung von 12:06 Minuten vor den Fahrern der DDR. Dem DDR-Team gelang es auf der letzten Etappe, den vor ihm liegenden Ungarn noch 1:46 Minuten abzunehmen.

## Etappenübersicht
| Etappe | Start – Ziel            | Etappen- länge | Etappensieger              | Zeit (h) | km/h |
| 01     | Rund um Prag            | 165 km         | Wacław Wójcik (Polen)      | 5:01:17  | 32,4 |
| 02     | Prag – České Budějovice | 167 km         | Milko Dimow (Bulgarien)    | 4:36:21  | 36,3 |
| 03     | České Budějovice – Brno | 222 km         | Jan Veselý (CSR)           | 6:40:30  | 33,2 |
| 04     | Brno – Gottwaldov       | 138 km         | Vlastimil Ružička (CSR)    | 4:03:26  | 33,8 |
| 05     | Gottwaldov – Ostrava    | 127 km         | Vlastimil Ružička (CSR)    | 3:36:45  | 35,2 |
| 06     | Ostrava – Katowice      | 180 km         | Kaj Allan Olsen (Dänemark) | 5:46:23  | 31,1 |
| 07     | Katowice – Wrocław      | 188 km         | Jan Veselý (CSR)           | 5:25:56  | 34,5 |
| 08     | Wrocław – Łódź          | 217 km         | Vlastimil Ružička (CSR)    | 6:53:03  | 31,4 |
| 09     | Łódź – Warschau         | 140 km         | Vlastimil Ružička (CSR)    | 3:27:00  | 40,2 |

## Endresultate

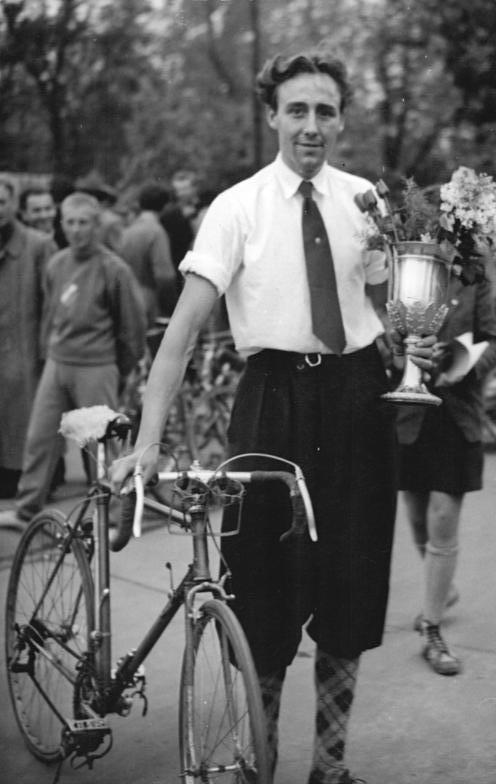
Tourgewinner Kai Allan Olsen aus Dänemark

| Einzelwertung | Einzelwertung      | Einzelwertung | Einzelwertung |
| ------------- | ------------------ | ------------- | ------------- |
|               | Fahrer             | Mannschaft    | Zeit          |
| 01.           | Kaj Allan Olsen    | Dänemark      | 45:42:47 h    |
| 02.           | Lothar Meister I   | DDR           | + 08:31 min   |
| 03.           | Alberto Ferri      | Italien       | + 09:12 min   |
| 04.           | Josef Kiss-Dala    | Ungarn        | + 11:46 min   |
| 05.           | Gyula Sere         | Ungarn        | + 11:49 min   |
| 06.           | Milko Dimow        | Bulgarien     | + 12:27 min   |
| 07.           | Constantin Sandru  | Rumänien      | + 13:50 min   |
| 08.           | Ch. Lobre          | Frankreich    | + 15:08 min   |
| 09.           | Jan Veselý         | CSR           | + 17:08 min   |
| 10.           | Vlastimil Ružička  | CSR           | + 17:08 min   |
| 0 …           |                    |               |               |
| 14.           | Paul Dinter        | DDR           | + 24:53 min   |
| 15.           | Bernhard Trefflich | DDR           | + 25:55 min   |
| 16.           | Rudi Fensl         | DDR           | + 25:55 min   |
| 39.           | Horst Gaede        | DDR           | + 1:31:43 h   |
| 41.           | Werner Weber       | DDR           | + 1:39:26 h   |
| 0 …           |                    |               |               |
| 48.           | E. Kaenaho         | Finnland      | + 6:31:03 h   |

| Mannschaftswertung | Mannschaftswertung               | Mannschaftswertung | Mannschaftswertung |
| ------------------ | -------------------------------- | ------------------ | ------------------ |
|                    | Mannschaft                       | Zeit               |                    |
| 01.                | Tschechoslowakei                 | 0137:42:10 h       |                    |
| 02.                | DDR                              | + 012:06 min       |                    |
| 03.                | Ungarn                           | + 012:17 min       |                    |
| 04.                | Bulgarien                        | + 017:28 min       |                    |
| 05.                | Polen                            | + 019:08 min       |                    |
| 06.                | Rumänien                         | + 042:34 min       |                    |
| 07.                | Dänemark                         | + 01:15:02 h       |                    |
| 08.                | Italien                          | + 02:05:37 h       |                    |
| 09.                | Frankreich-Polen                 | + 03:10:01 h       |                    |
| 10.                | Finnland                         | + 03:47:52 h       |                    |
|                    | ausgeschieden: Frankreich Triest |                    |                    |

## Fahrerdaten
1. ↑  Milko Dimow (Auszug)
  - 1949, 1950 – Gewinner der Bulgarien-Rundfahrt
  - 1954 – 42. Gesamtwertung Friedensfahrt → radsportseiten.net
  - 1956 – 29. Gesamtwertung Friedensfahrt → radsportseiten.net
  - 1957 – 50. Gesamtwertung Friedensfahrt → radsportseiten.net
2. ↑  Alberto Ferri → Radsportseiten 25815
  - 1951 – 03. in der 4. Etappe Friedensfahrt

Er fuhr für die italienische Gewerkschaftssportmannschaft UISP (Unione Italiana Sport Per tutti) und nahm auch an der Friedensfahrt 1952 teil.